# شهرستان واشرا (ویسکانسین)
شهرستان واشرا (به انگلیسی: Waushara County) یک منطقهٔ مسکونی در ایالات متحده آمریکا است که در ویسکانسین واقع شده‌است. شهرستان واشرا ۱٬۶۴۹٫۸۳ کیلومتر مربع مساحت دارد.
براساس سرشماری سال ۲۰۱۰ ایالات متحده آمریکا جمعیت آن ۲۴٫۲۹۶ نفر بوده‌است و مرکز آن واتوما. موقعیت واشرا در وسط ویسکانسین و ۸۰ مایلی با ۱۳۰ کیلومتری شمال مدیسون ویسکانسین واقع است.